# Фестус Могае
Фестус Могае е президент на Ботсвана. Наследява Кует Масире през 1998 г. и е преизбран през 2004 г.
Негов роден език е тсуана. Следвал е икономика в Оксфордския университет, Великобритания.
Връща се в Ботсвана и работи като служител. Заема високи постове в Международния валутен фонд и Банката на Ботсвана. Бил е министър-председател на Ботсвана в периода 1992 – 1998 г.
След преизбирането му Могае обещава да се справи с бедността и безработицата, както и с разпространението на вируса на СПИН в Ботсвана до 2016 г.